# Montezuma I
Montezuma I (in nahuatl: Motēcuhzōma Ilhuicamīna, Colui che scocca frecce contro il cielo, o Huehuemotecuhzuma, Montezuma il vecchio) (1398 – 1469) fu il quinto Hueyi Tlatoani di Tenochtitlán, cioè imperatore azteco (1440-1469).
Come figlio di Huitzilíhuitl, che era stato il secondo sovrano Mexica, nel 1440 alla morte dello zio Itzcoàtl salì al potere e portò avanti la politica espansionistica già iniziata dal predecessore, conquistando insieme agli alleati Texcoco e Tlacopan numerosi territori e portando i confini dell'Impero Azteco oltre la Valle del Messico fino al Golfo del Messico.
All'incirca nel 1458, Moctezuma guidò una spedizione nei territori Mixtechi contro la città stato di Coixtlahuaca, con il pretesto di un maltrattamento ricevuto da alcuni mercanti Aztechi.
I Mixtechi furono vinti nonostante l'aiuto ricevuto da Tlaxcala e Huexotzingo, tradizionali nemici degli Aztechi, che inviarono truppe per aiutarli. Nonostante la maggior parte dei sovrani sconfitti fossero solitamente lasciati al potere, Atonal, il sovrano Mixteco, fu ucciso come vittima sacrificale e la sua famiglia ridotta in schiavitù.
Simili campagne furono condotte contro Cosamaloapan, Ahuilizapan (Orizaba), e Cuetlachtlan (Cotaxtla).
Assieme al sovrano di Texcoco Acolmiztli Nezahualcóyotl organizzò la costruzione di un acquedotto che fornì all'intera città di Tenochtitlan acqua corrente.